# 青木遺跡 (米子市)
座標: 北緯35度23分54.7秒 東経133度22分0.9秒 / 北緯35.398528度 東経133.366917度

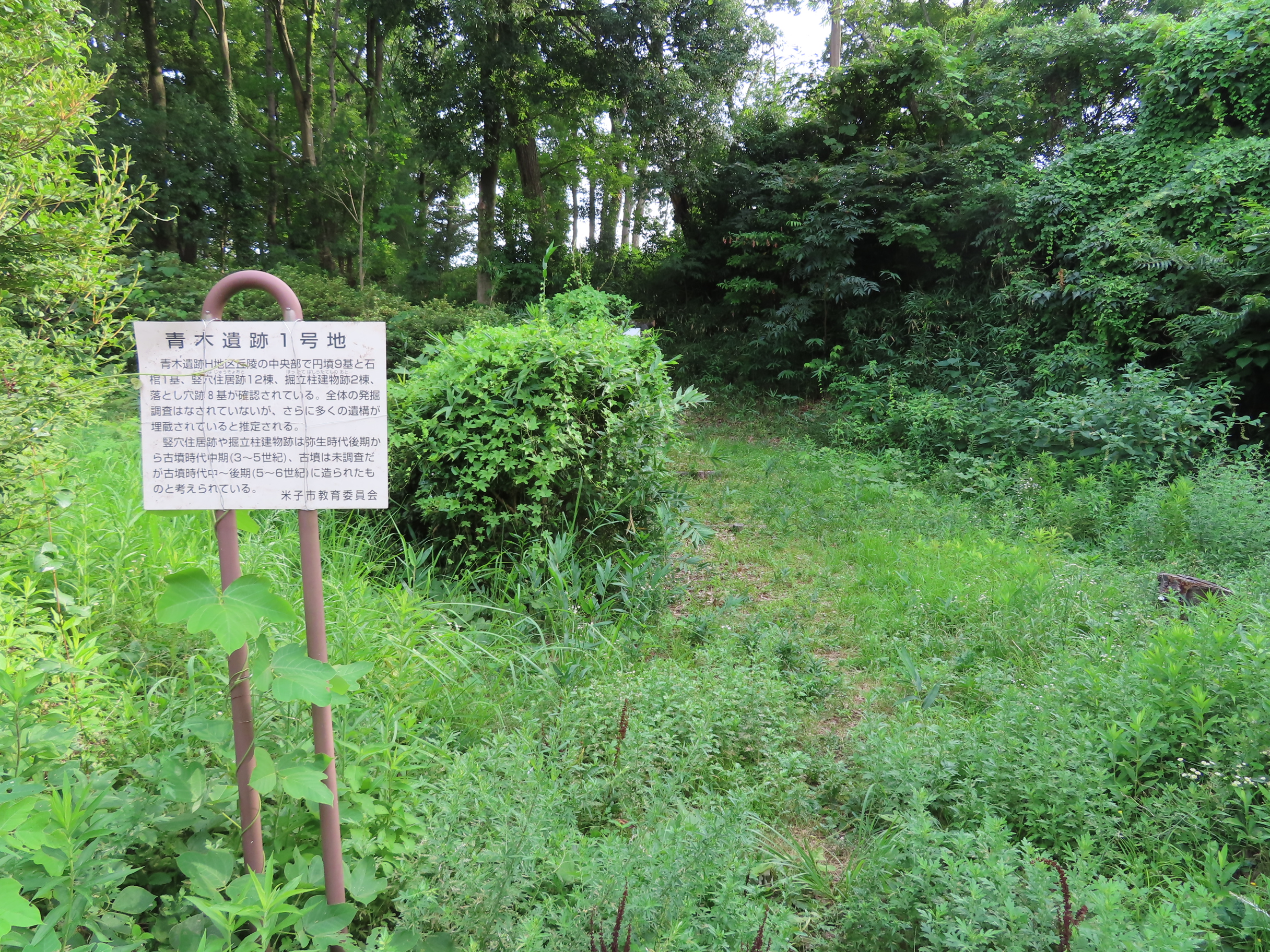
青木遺跡1号地（2022年8月）

青木遺跡（あおきいせき）は、鳥取県米子市永江、通称「長者原台地」の北東部に広がる弥生時代中期から奈良時代の集落跡を中心とする複合遺跡。国の史跡に指定されている。

## 概要
1971年（昭和46年）～1977年（昭和47年）、県営住宅団地造成に伴う発掘調査によって発見された。遺跡の大半は発掘調査後の団地造成により消滅したが、隣接する福市遺跡に続き保存運動が起こり、1978年（昭和48年）にH地区の一部約4ヘクタールが国の史跡に指定された。
発掘調査は40ヘクタールを対象に実施され、竪穴建物跡、掘立柱建物跡、貯蔵穴、古墳などの遺構が1,000基以上も検出された。福市遺跡同様に、弥生集落の構成単位が確認されたほか、鳥取県西部では比較的事例の少ない前期古墳が確認され、注目された。また、これらの遺構とともに大量の土器が出土し、当地域の編年の標式遺跡の一つとなっている。土器の他には、石器（石鏃、石斧、石包丁、敲石等）、鉄器（鉄刀、刀子、鉄鎌）、土製品（分銅型土製品、土馬、土牛、土製勾玉、土製鏡）、玉類や銅鏡など数万点の出土があった。
遺跡は環境整備（公園化）がはかられ、公開されている。